# Opomyza florum
Espèce
Opomyza florum, la mouche jaune des céréales, est une espèce d'insectes diptères brachycères de la famille des Opomyzidae.
Cette mouche, dont les larves se développent dans les tiges des jeunes pousses de graminées (Poaceae), est un ravageur des cultures de céréales (blé, orge, seigle) en Europe.

## Synonyme
Selon  Pan-European Species directories Infrastructure (PESI).
- Musca florum Fabricius, 1794

## Description
L'imago, de couleur jaune-orangé, mesure de 3,5 à 4 mm de long.
Les ailes transparentes, hyalines, jaunâtres, portent des taches brunes.
Le mésonotum porte plusieurs rangées de soies, avec 4 soies sur le scutellum.
L'abdomen est mince et se termine en pointe chez la femelle, plus ovale chez le mâle.
Les œufs sont ovales oblongs.
La larve, de couleur blanchâtre, mesure de 7 à 8 mm de long,.

## Biologie
L'espèce est univoltine (une seule génération annuelle).
L'hibernation se fait sous forme d'œufs déposés en automne dans la couche supérieure du sol dans des champs de céréales d'hiver.
Les œufs éclosent au début du printemps et les larves pénètrent dans les jeunes pousses de céréales, s'insinuant entre les feuilles, et creusent une galerie jusqu'au cœur de la tige où elles se nymphosent.
La nymphose dure environ 3 semaines et les adultes apparaissent à la fin du printemps (début juin en Île-de-France).
Les femelles, ayant des ovaires atrophiés, restent en diapause imaginale jusqu'à l'automne.
L'accouplement se produit vers le mois d'octobre,.

## Dégâts
Les dégâts causés par la mouche jaune des céréales sont similaires à ceux d'autres espèces de mouches des céréales, telles la mouche grise, Delia coarctata ou l'oscinie de l'avoine, Oscinella frit : on constate d'abord le jaunissement de la feuille centrale des pousses puis de toute la tige qui finit par se faner et mourir.

## Distribution
L'aire de répartition d'Opomyza florum comprend la totalité de l'Europe et la Russie, jusqu'à la Sibérie occidentale (jusqu'à Krasnoïarsk ), ainsi que le Kazakhstan.